# الدوري الأمريكي لكرة القدم 2015
الدوري الأمريكي لكرة القدم 2015 (بالإنجليزية: 2015 Major League Soccer season)‏ هو الموسم 20 من  الدوري الأمريكي لكرة القدم. أقيم خلال الفترة 2015 وحتى 6 ديسمبر 2015، وكان عدد الأندية المشاركة فيه  20، وفاز فيه بورتلاند تمبرز.